# Gilmore Girls
Las chicas Gilmore (Gilmore Girls) es una serie de televisión de comedia y drama que se emitió en los Estados Unidos desde el 5 de octubre de 2000, y posteriormente en otros países del mundo. Creada por Amy Sherman-Palladino, tuvo siete temporadas, y el último episodio se emitió en los Estados Unidos el 15 de mayo de 2007. En 2016, el servicio por streaming Netflix estrenó una miniserie de cuatro capítulos llamada Las 4 estaciones de las chicas Gilmore (Gilmore Girls: A Year in the Life) que sigue la historia de los personajes nueve años después.

## Trama
La serie trata sobre la vida de Lorelai Victoria Gilmore (Lauren Graham) y de su hija Lorelai "Rory" Leigh Gilmore (Alexis Bledel), y se desarrolla principalmente en la ciudad ficticia de Stars Hollow, Connecticut. Al comenzar la serie, Lorelai debe pedir dinero prestado a sus adinerados padres, con los que apenas trata desde el nacimiento de Rory, para matricular a esta en el prestigioso colegio Chilton, en la ciudad de Hartford, el cual le facilitará el acceso a Harvard, el sueño de Rory. A cambio, los padres de Lorelai le imponen la condición de que ambas deben cenar con ellos cada viernes y estarán presentes en sus vidas de manera  continua.
Los padres de Lorelai pertenecen a la clase alta de Hartford y mantienen una relación difícil con su hija, debido a su diferente visión sobre la vida. El momento de mayor conflicto entre ellos se produce con el embarazo de Lorelai, ya que esta se queda embarazada con 16 años y hace que sus padres quieran que se case con el que fuese en aquel momento su novio, Christopher Hayden (David Sutcliffe). Ante esta situación Lorelai responde huyendo de casa para refugiarse en un hotel de un pueblo cercano (Stars Hollow) La propietaria de este hotel las cuida y ayuda como si se tratase de su hija y nieta, ofreciéndole trabajo en el negocio y un lugar para vivir.
En el momento de comienzo de la serie, Lorelai es la directora del hotel, lo cual refleja el duro trabajo y lo conseguido durante los últimos 16 años. Rory, por su parte, se la describe desde el principio, como la sensata de las dos. Una adolescente de 16 años inteligente, solitaria e intelectual.
Durante la serie se tratan temas como: familia, amistad, escuela y universidad, relaciones entre generaciones y clases sociales. Se caracteriza por el alto ritmo de los diálogos y las continuas referencias culturales a la música rock y pop, el cine, la literatura, la política y al feminismo.
La serie sigue las peripecias de madre e hija durante los años siguientes, con temas como recorrido profesional, sentimental, educativo, etc. de ambos personajes y de su entorno directo.

## Elenco y personajes

### Personajes principales
| Personaje                 | Actor/Actriz     | Temporadas | Temporadas | Temporadas | Temporadas | Temporadas | Temporadas | Temporadas |
| Personaje                 | Actor/Actriz     | 1          | 2          | 3          | 4          | 5          | 6          | 7          |
| ------------------------- | ---------------- | ---------- | ---------- | ---------- | ---------- | ---------- | ---------- | ---------- |
| Lorelai Gilmore           | Lauren Graham    | Principal  | Principal  | Principal  | Principal  | Principal  | Principal  | Principal  |
| Rory Gilmore              | Alexis Bledel    | Principal  | Principal  | Principal  | Principal  | Principal  | Principal  | Principal  |
| Emily Gilmore             | Kelly Bishop     | Principal  | Principal  | Principal  | Principal  | Principal  | Principal  | Principal  |
| Richard Gilmore           | Edward Herrmann  | Principal  | Principal  | Principal  | Principal  | Principal  | Principal  | Principal  |
| Luke Danes                | Scott Patterson  | Principal  | Principal  | Principal  | Principal  | Principal  | Principal  | Principal  |
| Sookie St. James Melville | Melissa McCarthy | Principal  | Principal  | Principal  | Principal  | Principal  | Principal  | Principal  |
| Lane Kim                  | Keiko Agena      | Principal  | Principal  | Principal  | Principal  | Principal  | Principal  | Principal  |
| Michel Gerard             | Yanic Truesdale  | Principal  | Principal  | Principal  | Principal  | Principal  | Principal  | Principal  |
| Paris Geller              | Liza Weil        | Recurrente | Principal  | Principal  | Principal  | Principal  | Principal  | Principal  |
| Dean Forester             | Jared Padalecki  | Recurrente | Principal  | Principal  | Invitado   | Invitado   |            |            |
| Kirk Gleason              | Sean Gunn        | Recurrente | Recurrente | Principal  | Principal  | Principal  | Principal  | Principal  |
| Jess Mariano              | Milo Ventimiglia |            | Principal  | Principal  | Invitado   |            | Invitado   |            |
| Jason Stiles              | Chris Eigeman    |            |            |            | Principal  |            |            |            |
| Logan Huntzberger         | Matt Czuchry     |            |            |            |            | Invitado   | Principal  | Principal  |

### Personajes recurrentes
| Babette Dell                  | Sally Struthers     |  |  |  |  |  |  |  |  |  |
| Patricia "Miss Patty" LaCosta | Liz Torres          |  |  |  |  |  |  |  |  |  |
| Jackson Belleville            | Jackson Douglas     |  |  |  |  |  |  |  |  |  |
| Sra. Kim                      | Emily Kuroda        |  |  |  |  |  |  |  |  |  |
| Taylor Doose                  | Michael Winters     |  |  |  |  |  |  |  |  |  |
| Grant (trovador)              | Grant-Lee Phillips  |  |  |  |  |  |  |  |  |  |
| Morey Dell                    | Ted Rooney          |  |  |  |  |  |  |  |  |  |
| Drella                        | Alex Borstein       |  |  |  |  |  |  |  |  |  |
| Gypsy                         | Rose Abdoo          |  |  |  |  |  |  |  |  |  |
| Christopher Hayden            | David Sutcliffe     |  |  |  |  |  |  |  |  |  |
| Lorelai "Trix" Gilmore        | Marion Ross         |  |  |  |  |  |  |  |  |  |
| Hanlin "Director" Charleston  | Dakin Matthews      |  |  |  |  |  |  |  |  |  |
| Louise Grant                  | Teal Redmann        |  |  |  |  |  |  |  |  |  |
| Madeline Lynn                 | Shelly Cole         |  |  |  |  |  |  |  |  |  |
| Tristan Dugray                | Chad Michael Murray |  |  |  |  |  |  |  |  |  |
| Max Medina                    | Scott Cohen         |  |  |  |  |  |  |  |  |  |
| Sherry Tinsdale               | Mädchen Amick       |  |  |  |  |  |  |  |  |  |
| Francie Jarvis                | Emily Bergl         |  |  |  |  |  |  |  |  |  |
| Shopie Bloom                  | Carole King         |  |  |  |  |  |  |  |  |  |
| Dave Rygalski                 | Adam Brody          |  |  |  |  |  |  |  |  |  |
| Zack Van Gerbig               | Todd Lowe           |  |  |  |  |  |  |  |  |  |
| Brian Fuller                  | John Cabrera        |  |  |  |  |  |  |  |  |  |
| Lindsay Lister                | Arielle Kebbel      |  |  |  |  |  |  |  |  |  |
| Liz Danes                     | Kathleen Wilhoite   |  |  |  |  |  |  |  |  |  |
| Doyle McMaster                | Danny Strong        |  |  |  |  |  |  |  |  |  |
| Gil                           | Sebastian Bach      |  |  |  |  |  |  |  |  |  |
| TJ                            | Michael DeLuise     |  |  |  |  |  |  |  |  |  |
| Lulu Kuschner                 | Rini Bell           |  |  |  |  |  |  |  |  |  |
| Marty                         | Wayne Wilcox        |  |  |  |  |  |  |  |  |  |
| Asher Fleming                 | Michael York        |  |  |  |  |  |  |  |  |  |
| Mitchum Huntzberger           | Gregg Henry         |  |  |  |  |  |  |  |  |  |
| Finn                          | Tanc Sade           |  |  |  |  |  |  |  |  |  |
| April Nardini                 | Vanessa Marano      |  |  |  |  |  |  |  |  |  |
| Anna Nardini                  | Sherilyn Fenn       |  |  |  |  |  |  |  |  |  |
| Lucy                          | Krysten Ritter      |  |  |  |  |  |  |  |  |  |
| Olivia Marquont               | Michelle Ongkingco  |  |  |  |  |  |  |  |  |  |

## Lista de episodios
| Temporada | Temporada | Episodios | Episodios | Lanzamiento original     | Lanzamiento original | Lanzamiento original |
| Temporada | Temporada | Episodios | Episodios | Primera emisión          | Última emisión       | Cadena               |
| --------- | --------- | --------- | --------- | ------------------------ | -------------------- | -------------------- |
|           | 1         | 21        | 21        | 5 de octubre de 2000     | 10 de mayo de 2001   | The WB               |
|           | 2         | 22        | 22        | 9 de octubre de 2001     | 21 de mayo de 2002   | The WB               |
|           | 3         | 22        | 22        | 24 de septiembre de 2002 | 20 de mayo de 2003   | The WB               |
|           | 4         | 22        | 22        | 23 de septiembre de 2003 | 18 de mayo de 2004   | The WB               |
|           | 5         | 22        | 22        | 21 de septiembre de 2004 | 17 de mayo de 2005   | The WB               |
|           | 6         | 22        | 22        | 13 de septiembre de 2005 | 9 de mayo de 2006    | The WB               |
|           | 7         | 22        | 22        | 26 de septiembre de 2006 | 15 de mayo de 2007   | The CW               |

#### Primera temporada
Rory tiene dificultades para instalarse en Chilton, debido a la lucha por satisfacer las demandas de la escuela privada y a la furia de su compañera Paris Geller, su rival académica. Conoce a su primer novio, Dean, pero la pareja se separa cuando Rory no corresponde a su "Te amo". A lo largo del curso, es persuadida por el arrogante estudiante de Chilton, Tristan, pero ella muestra poco interés en él. Por otro lado, tras varios intentos de conquista del maestro de Rory, Max Medina; Lorelai decide con el corazón en conflicto darle una oportunidad a la relación. Esta dinámica crea cierta tensión entre Lorelai y Rory. Al mismo tiempo, Lorelai mantiene una estrecha amistad con el dueño del restaurante local Luke Danes, y varias personas comentan sobre su atracción mutua, pero Lorelai lo niega y Luke no actúa en consecuencia. El padre de Rory, Christopher Hayden, regresa y también quiere estar con Lorelai, pero ella le dice que es demasiado inmaduro para una vida familiar. Mientras tanto, Lorelai lucha por volver adaptarse a tener a sus padres en su vida de forma regular. Emily y Richard disfrutan desarrollando una relación estrecha con su querida nieta, pero también se dan cuenta de cuánto se han perdido. La temporada termina con Rory reuniéndose con Dean y Max proponiéndole matrimonio a Lorelai.

#### Segunda temporada
Lorelai acepta la propuesta de matrimonio de Max, pero poco antes de la boda se da cuenta de que no se siente cómoda con la idea de contraer matrimonio y ambos deciden suspender la boda. Ella y Sookie se emocionan por abrir su propio negocio en el ruinoso Dragonfly Inn, pero el propietario se niega a vendérselo. Sookie se compromete con Jackson Belleville, un granjero local. El sobrino adolescente de Luke, Jess Mariano, llega a la ciudad para vivir bajo su tutela. Jess, un joven rebelde que pone "patas arriba" al tranquilo Stars Hollow y rápidamente se verá atraído por la dulzura y el misterio de Rory. Los dos entablan una amistad, causando celos en Dean. Lorelai desaprueba su cercanía, etiquetando a Jess como una mala influencia, especialmente cuando ambos sufren un accidente automovilístico que conduce a una pelea con Luke. Richard anuncia que se ha jubilado, pero pronto se aburre y crea su propia compañía de seguros. Christopher parece tener su vida en orden y Lorelai decide reunirse con él. Pero en la boda de Sookie, Christopher se entera de que su prometida recientemente separada está embarazada y decide regresar con ella, dejando a Lorelai desconsolada. Mientras tanto, Rory besa impulsivamente a Jess.

#### Tercera temporada
Rory continúa su relación con Dean, pero su atracción por Jess se hace más fuerte y ella se pone celosa cuando él comienza a salir con una nueva chica. Dean no puede ignorar lo que está pasando y finalmente termina su relación. Jess también termina su relación. Rory y Jess se convierten en pareja. Mientras tanto, ella y Paris pasan el año como presidentes del cuerpo estudiantil en Chilton y ambas envían solicitudes a la Universidad de Harvard. Paris se siente devastada cuando no entra. Rory es aceptada, pero decide asistir a la Universidad de Yale, para deleite de Emily y Richard. La Posada de la Independencia está gravemente dañada por un incendio, pero Lorelai y Sookie pueden comprar la Libélula cuando muere su anciana dueña. 
Rory presiona a Jess a conocer a su abuela y cuando al fin accede se comporta grosera con él acusándolo de haberse peleado con Dean. Jess tiene conflictos en la escuela lo cual junto a sus conflictos personales, ocasiona una discusión con Rory. Dean interviene y esto lo lleva a una pelea con Jess. 
Luke comienza a salir con una abogada llamada Nicole. Lane Kim, la mejor amiga de Rory, comienza una banda llamada Hep Alien e intenta convencer a su estricta madre de que la deje salir con el guitarrista Dave, mientras mantiene la banda en secreto. Cuando termina la temporada, Jess deja abruptamente Stars Hollow para localizar a su padre separado en California, y Rory se gradúa de la escuela secundaria como mejor estudiante.

#### Cuarta temporada
Rory comienza su educación universitaria en Yale, con Paris, ahora amiga, como su compañera de cuarto. Ambas comienzan a trabajar para el Yale Daily News. Rory se sorprende cuando Dean se casa rápidamente con su nueva novia. La pareja se vuelve más cercana a lo largo de la temporada, lo que lleva a Rory a rechazar a Jess cuando regresa y quién le declara su amor. Lorelai pasa la temporada renovando el Dragonfly Inn en preparación para su apertura, junto con Sookie y su colega Michel. También comienza una relación con el nuevo socio comercial de Richard, Jason Stiles, que mantiene en secreto a sus padres. La madre de Lane se entera de Hep Alien y la echa de la casa. Sookie y Jackson tienen un hijo. Lorelai y Jason rompen después de que Jason demanda a Richard por dejar su sociedad y Lorelai se pone del lado de su padre. Emily se siente desatendida por Richard y los dos acaban separándose momentáneamente, con Richard mudándose a la casa de la piscina. Luke y Nicole se casan durante un crucero, pero rápidamente deciden divorciarse. Hacia el final de la temporada, Luke acepta que está enamorado de Lorelai y comienza a cortejarla. La pareja finalmente se besa en la noche de apertura de Dragonfly, mientras que Rory pierde su virginidad con un Dean casado.

#### Quinta temporada
Lorelai y Luke comienzan una relación. Emily y Richard, que se reúnen y renuevan sus votos matrimoniales, lo desaprueban y Emily interfiere diciéndole a Christopher que intente recuperarla. Luke se siente abrumado, lo que resulta en una breve separación entre él y Lorelai y una ruptura entre relación madre-hija. Rory intenta recuperar a Dean, ahora que este se separa de su esposa después de que ella se enterara del romance, pero pronto termina cuando se da cuenta de lo diferentes que son sus vidas. Se enamora de Logan Huntzberger, un acaudalado playboy estudiante de Yale cuyos padres creen que ella está por debajo de él. Lane y Paris comienzan relaciones: la primera con su compañero de banda Zack, la última con el editor de Yale Daily News, Doyle. Sookie tiene una hija. Rory consigue un puesto de becaria en el periódico del padre de Logan, pero se desanima cuando él le dice que "no tiene el don del periodista". Rory arremete debido a esto y ella y Logan son arrestados por robar un yate, después de lo cual Rory anuncia que abandona Yale y se muda con sus abuelos a la casa de la piscina. Cuando Lorelai ve lo comprensivo que es Luke con la situación, le pide que se case con ella.

#### Sexta temporada
Lorelai está devastada por las acciones de Rory, pero insiste en que no puede obligarla a regresar a Yale: es una decisión que Rory debe tomar por sí misma. Madre e hija no hablan durante seis meses. Rory tiene que completar el servicio comunitario y Emily le consigue un trabajo en el DAR. Richard se preocupa, pero finalmente, después de que Jess lo aliente, Rory regresa a Yale y se reúne con Lorelai. Ella reemplaza a Paris como editora del Yale Daily News, lo que causa problemas en su amistad, y después de una breve separación de Logan, la relación se vuelve seria. Rory queda destrozada cuando el padre de Logan lo envía a trabajar a Londres. Hep Alien se disuelve y luego vuelven a estar juntos; Lane y Zack se casan. Lorelai planea una boda con Luke, pero las cosas se ponen difíciles cuando Luke se entera de que tiene una hija de 12 años llamada April. Él comienza a construir una relación con ella, pero la mantiene separada de Lorelai. Lorelai intenta aceptar esto, pero finalmente le responde y le da un ultimátum. Cuando no acepta fugarse, Lorelai acude a Christopher en busca de consuelo.

#### Séptima temporada
Lorelai y Luke se separaron oficialmente cuando ella le dice que se acostó con Christopher. Antes de que pase mucho tiempo, Christopher convence a Lorelai de intentar una relación. Christopher recibe una carta de Sherry Tinsdale. Sherry es la exnovia de Christopher y madre de su segunda hija, Georgia. La carta dice que quiere volver a ser parte de la vida de Georgia y le pide que pase tiempo con ella en París. Lorelai y Christopher deciden ir con Georgia para instalarla. La pareja se casa espontáneamente durante el viaje a París, pero Lorelai pronto acepta que no está bien y se separan amistosamente. Luke tiene una batalla por la custodia de April, después de que su madre los traslada a Nuevo México y gana el derecho a verla durante las vacaciones. Lane y Zack tienen gemelos y Sookie vuelve a quedarse embarazada. Rory completa su último año de universidad. Ella y Logan pasan la mitad de la temporada en una relación a larga distancia hasta que finalmente se muda a Nueva York. Él le propone matrimonio, Rory dice que no quiere y termina su relación. Lorelai y Luke, la pareja se reconcilia con un beso. Lorelai le promete a Emily que seguirá asistiendo a las cenas de los viernes por la noche.

## Producción

### Casting
Alexis Bledel fue elegida para el papel protagonista de Rory a pesar de no tener experiencia previa en la actuación. Sherman-Palladino se sintió atraída por su timidez e inocencia, que según ella eran esenciales para el personaje, y sintió que quedaba bien en cámara. Lauren Graham fue perseguida por los directores de casting desde el inicio del proceso, pero estaba comprometida con otro programa de la NBC. Una semana antes del rodaje, todavía no habían elegido a Lorelai, así que le pidieron a Graham que hiciera una audición de todos modos. Sherman-Palladino la eligió ese día, con la esperanza de que el otro programa de Graham ( M.Y.O.B., que se quedó como una serie de reemplazo de verano varios meses antes del estreno de Gilmore Girls) fuera cancelado, lo que pronto sucedió. Más tarde explicó cómo Graham cumplía con todos los criterios que había estado buscando: "Lorelai es un personaje difícil. Tienes que ser graciosa, tienes que hablar muy rápido, tienes que ser capaz de actuar, tienes que ser sexy, pero no aterradoramente sexy. Tienes que ser fuerte, pero no en plan 'Odio a los hombres' ". Graham y Bledel solo se conocieron la noche antes de comenzar a filmar el piloto.
Al elegir los papeles de los abuelos, Sherman-Palladino tenía en mente al veterano actor Edward Herrmann para Richard y estuvo encantada cuando aceptó. Kelly Bishop, también actriz de teatro de Nueva York, fue elegida inmediatamente después de su audición; Sherman-Palladino recordó haberla conocido y de inmediato pensar "ahí está Emily". El papel del dueño del restaurante Stars Hollow era originalmente una mujer, pero la red informó que necesitaban más hombres y Scott Patterson fue elegido como Luke. Fue anunciado como un papel invitado, pero Patterson dijo que trató al piloto como "una prueba de química" y fue ascendido rápidamente a regular de la serie.
En el piloto, Sookie fue interpretada por Alex Borstein, pero no pudo ser liberada de su contrato con Mad TV. Por lo tanto, fue reemplazada por Melissa McCarthy, quien volvió a filmar las escenas de Sookie. El papel de Dean también cambió después del piloto, con el actor original reemplazado por el recién llegado Jared Padalecki. El personaje Lane se basó en la amiga y compañera productora de Sherman-Palladino, Helen Pai; la actriz japonesa-estadounidense Keiko Agena fue elegida para el papel cuando no pudieron encontrar una actriz coreana-estadounidense adecuada. Liza Weil audicionó para interpretar a Rory, y aunque se la consideró incorrecta para el papel, a Sherman-Palladino le gustó tanto que escribió el papel de Paris especialmente para ella.

### Dirección
Amy Sherman-Palladino fue la creadora de la serie. Durante 6 temporadas fue la directora, productora y escritora, lo cual era muy pesado y su propuesta para las siguientes dos temporadas que se aproximaban era que se le otorgara un equipo de escritores que le ayudara en esta tarea. La cadena declinó su propuesta y ella respondió dejando la serie.
El encargado de la dirección en los capítulos restantes fue Dave Rosenthal y como consecuencia irónica, tuvieron que contratar un grupo de escritores. La séptima temporada tuvo un descenso en la cantidad de espectadores.

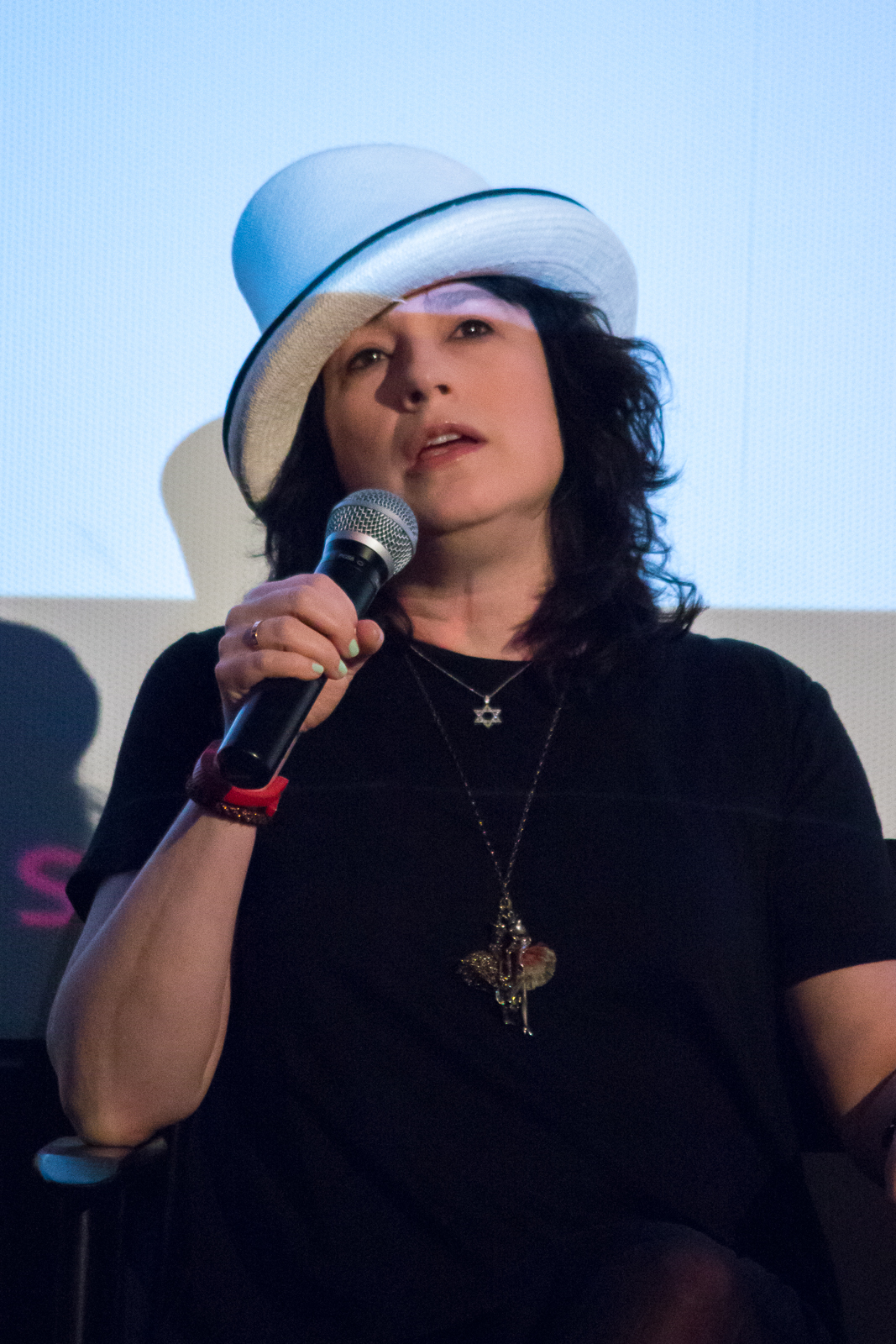
Sherman-Palladino

### Guion
Encabezado por Amy Sherman-Palladino y Daniel Palladino desde las temporadas 1 a 6, Gilmore Girls tenía un pequeño equipo de guionistas que cambiaba regularmente a lo largo de la serie. Los Palladino escribieron un alto porcentaje de episodios y revisarían y reelaborarían el diálogo en episodios asignados a otros. Como tal, se considera que el programa tiene una "voz" distintiva. Sherman-Palladino dijo que "cada borrador o lo escribo o pasa por mis manos ... para que haya una consistencia de tono. Es muy importante que se sienta como el mismo programa todas las semanas, porque es muy verbal". El trabajo principal de la sala de guionistas era ayudar a desarrollar historias y crear esquemas detallados de episodios. Los escritores más notables que trabajaron en el programa en algún momento incluyen a Jenji Kohan, Bill Prady, Jane Espenson, Rebecca Rand Kirshner y Janet Leahy.
Como lo indica en su lema "La vida es corta. Habla rápido", Gilmore Girls es conocida por sus diálogos rápidos y sus "ingeniosas réplicas". Sherman-Palladino quería una entrega ágil de los personajes porque cree que "la comedia muere lentamente", lo que requería grandes volúmenes de diálogo para llenar el intervalo de tiempo de una hora. Los guiones tenían un promedio de 80 páginas por episodio, en comparación con un promedio de "una hora" de 55 a 60 páginas, con una página que se traduce en 20 a 25 segundos de tiempo de pantalla.
Gran parte del diálogo está lleno de referencias al cine, programas de televisión, música, literatura y cultura de celebridades. La gama de referencias es amplia, resumida por el crítico Ken Tucker como "un cruce entre Mystery Science Theatre 3000 y Ulysses". Sherman-Palladino quería que los personajes hablaran de esta manera como un indicador de su mundanalidad e inteligencia, y para atender a una amplia audiencia. Al principio, ella discutió con la cadena sobre las referencias frecuentemente pasadas de moda; cuando se negó a eliminar un comentario sobre Oscar Levant, sintió que los ejecutivos adoptaron una actitud de "Deja que la loca cava su propia tumba". La relativa oscuridad de algunas de las alusiones dio lugar a folletos explicativos de "Gilmore-isms". incluido en los conjuntos de DVD de las primeras cuatro temporadas.
Sherman-Palladino trató a Lorelai como un reflejo de sí misma. Su esposo comentó: "Amy al escribir para Lorelai Gilmore siempre ha sido realmente especial. No es de extrañar, son una especie de doppelgängers ... Amy y Lorelai son muy, muy similares. Ese personaje es un gran cifrado para gran parte de lo que Amy es y lo ha sido desde el principio".

### Música
La partitura no diegética de Gilmore Girls fue compuesta por la cantautora Sam Phillips durante toda su carrera. Sherman-Palladino, quien se desempeñó como supervisor musical de la serie, era una gran admiradora del músico y aseguró su participación. Para el arreglo instrumental de la partitura, Phillips utilizó principalmente su voz y una guitarra acústica, y en ocasiones incluyó piano, violín y batería. Muchas de las señales musicales están acompañadas de melódicas "la-la" y "ahh", que se desarrollaron porque Sherman-Palladino quería que la partitura sonara conectada con las propias chicas, casi como "una extensión de sus pensamientos ... si tenían música en la cabeza durante cierto momento emocional en su vida ". Sherman-Palladino sintió que la banda sonora elevó la serie "porque no era un elemento desperdiciado en el programa. Todo estaba tratando de decir algo, agregar algo". Varias de las pistas del álbum de Phillips son también jugó en el programa, e hizo una aparición en el final de la sexta temporada, interpretando parte de "Taking Pictures".
El tema principal es una versión de la canción de 1971 de Carole King "Where You Lead". King hizo una nueva grabación especialmente para Gilmore Girls: un dueto con su hija Louise Goffin. Se alegró de que le diera a la canción "un significado más profundo de amor entre una madre y su hijo". King apareció en varios episodios como Sophie, la dueña de la tienda de música de la ciudad, e interpretó una breve porción de su canción "I Feel the Earth Move" en el resurgimiento.
La música también juega un papel importante en el espectáculo como un tema frecuente de conversación entre personajes y en actuaciones en vivo dentro de las escenas. Los actos musicales que hicieron apariciones incluyen The Bangles, Sonic Youth, Sparks y The Shins. Grant-Lee Phillips aparece en al menos un episodio por temporada como el trovador de la ciudad, cantando sus propias canciones y versiones. En 2002, Rhino Records lanzó una banda sonora de Gilmore Girls, titulada Our Little Corner of the World: Music from Gilmore Girls. El folleto del CD presenta anécdotas de los productores del programa Amy Sherman-Palladino y Daniel Palladino sobre la gran parte que la música ha jugado en sus vidas.

## Recepción

### Respuesta Crítica
En su debut, Gilmore Girls fue elogiada por el estilo distintivo e infundido de diálogos creado por Amy Sherman-Palladino; y por la fuerza de los temas familiares dinámicos y las actuaciones de su elenco, en particular por la estrella principal Lauren Graham. En Metacritic, la primera temporada tiene una calificación promedio de 81 sobre 100 de 26 reseñas, lo que indica "elogio universal".
En el San Francisco Chronicle, John Carman escribió "Es una visualización intergeneracional, cálida y brillante; es un espectáculo fantástico. Caryn James de The New York Times lo calificó como un "programa ingenioso y encantador" que "está redefiniendo la familia de una manera realista y entretenida para el público actual, evitando al mismo tiempo lo cursi, que hace que los espectadores sofisticados huyan de cualquier cosa etiquetada como "programa familiar". Ray Richmond de The Hollywood Reporter lo declaró "una auténtica joya en ciernes, una hora familiar sin la carga de clichés triviales o palabrería precoz", mientras que Jonathan Storm de The Philadelphia Inquirer lo denominó "un espectáculo conmovedor, divertido y animado que realmente atrae a todas las edades ". David Zurawik en The Baltimore Sun llamó a Gilmore Girls "Una de las sorpresas más agradables de la nueva temporada".
Para el estreno de la segunda temporada, Hal Boedeker del Orlando Sentinel  elogió el programa como "uno de los grandes placeres anónimos de la televisión" y dijo que "la creadora de la serie Amy Sherman-Palladino escribe un diálogo inteligente y una comedia congraciadora, pero también sabe cómo hacer drama agridulce ". Emily Yahr de The Washington Post llamó retrospectivamente a la segunda entrega" Prácticamente una temporada de televisión perfecta ". Los espectadores estaban preocupados de que el programa sufriera cuando Rory se fuera a la universidad después de la temporada 3, y Yahr comentó que el programa no era "el mismo" desde este punto, pero le dio a las temporadas cuatro y cinco un 7/10 positivo. Las dos últimas temporadas fueron recibidas de manera menos positiva. Maureen Ryan del Chicago Tribune describió la sexta temporada como "desigual en el mejor de los casos", y explicó que "la prolongada pelea entre Lorelai y Rory Gilmore dejó a los escritores luchando por abarrotar el programa con tramas de relleno que llevaron la paciencia de muchos fanáticos al límite".

### Índices de audiencia
La lista siguiente presenta detalles de audiencia por temporada, de las Gilmore Girls en los Estados Unidos (basados en el promedio total de televidentes por episodio). La serie ocupó durante sus primeras cuatro temporadas el primer lugar en el grupo demográfico de mujeres de 18 a 25 años en el mismo país.
En su lanzamiento en el streaming, en el año 2016, Gilmore Girls promedió entre 100 000 y 120 000 espectadores por episodio, para una audiencia anual de 11 millones en cada una de sus cadenas. El mismo año, el director de contenido de Netflix, Ted Sarandos, citó a Gilmore Girls como uno de los programas más vistos del canal de transmisión en todo el mundo.
| Temporada | Temporada televisiva | Red difusora | Posición | Espectadores (en millones) |
| --------- | -------------------- | ------------ | -------- | -------------------------- |
| 1         | 2000–2001            | The WB       | #126     | 3,6                        |
| 2         | 2001–2002            | The WB       | #121     | 5,2                        |
| 3         | 2002–2003            | The WB       | #121     | 5,2                        |
| 4         | 2003–2004            | The WB       | #157     | 4,1                        |
| 5         | 2004–2005            | The WB       | #110     | 4,8                        |
| 6         | 2005–2006            | The WB       | #119     | 4,5                        |
| 7         | 2006–2007            | The CW       | #129     | 3,7                        |

### Reconocimientos
Gilmore Girls ganó varios elogios, pero no recibió mucha atención de los principales organismos de premiación. Su única nominación al Premio Primetime Emmy fue en la categoría Mejor Maquillaje para una Serie, por el episodio "The Festival of Living Art", que ganó en 2004. Michael Ausiello ha atribuido esto a "un notorio sesgo contra el BM". El reconocimiento provino del American Film Institute, que nombró a Gilmore Girls como uno de los diez mejores programas de 2002, y de la Asociación de Críticos de Televisión (TCA), que lo nombró Programa Nuevo Sobresaliente del Año en 2001. Los Premios TCA también nominaron al programa a Drama Destacado en 2001 y 2002, y Comedia Destacada en 2005. Los Premios Satellite lo nominaron a Mejor Serie - Musical o Comedia en 2002 y 2004, mientras que fue nominado a Drama Televisivo Favorito en los Premios People's Choice de 2005. El programa fue honrado por Viewers for Quality Television con un "sello de calidad" en 2000. La serie también logró una atención considerable en los Teen Choice Awards, donde recibió múltiples nominaciones y premios, incluido el premio a la Mejor Serie de Comedia en 2005.

## En la cultura popular
- En un episodio de Scrubs, el Turk personaje ve privada del espectáculo y cuando se le pide a su amigo JD si veía el último episodio, JD responde con: "I'm so mad at Lorelai, I can't even talk right now." (en español: "Estoy muy enojado con Lorelai, ni siquiera puedo hablar en este momento.")[39] En un episodio separado, el personaje de Ted pensó que el día de la semana fue el martes, y cuando alguien le dijo que era miércoles, respondió (en español: "Oh, hombre! Me perdí un Gilmore Girls!")

- En un episodio de Mad TV, que parodia el show con un segmento titulado "Gabmore Girls."[40]

- En un episodio de la serie Supernatural (T:2. E:18), interpretado por Sam viendo a Gilmore Girls actor Jared Padalecki, está montando el autobús turístico en el lote WB cuando el guía anuncia "and now to the right is Stars Hollow! It's the setting for television series Gilmore Girls and if we're lucky, we might even catch one of the show's stars." (en español: "y ahora a la derecha es Stars Hollow! Es el escenario de la serie de televisión Gilmore Girls y si tenemos suerte, podríamos incluso coger una de las estrellas del show."); al oír Sam esto, se vuelve muy incómodo y rápidamente se bajó del autobús.[41]

- En la comedia de ABC Happy Endings, Penny se refiere a ella ya su madre como "like the Gilmore Girls but we came first and we're better." (en español: "al igual que las chicas Gilmore, pero llegamos primero y nosotros somos mejores.") Otro personaje, Brad, cita el espectáculo diciendo: "she worked at an inn with her best friend Sookie St. James." (en español: "trabajó en una posada con su mejor amiga Sookie St. James.")[42]

- En el drama musical de Fox Glee episodio llamado "The Role You Were Born to Play", Blaine Anderson le dice a Sam Evans "that sent the box of Gilmore Girls for Kurt Hummel that returned without being opened." (en español: "que envió a la caja de Gilmore Girls por Kurt Hummel que devolvió sin abrir.")

- En un episodio de la serie de The CW Gossip Girl, ambos personajes Blair Waldorf y su padre se refieren a Gilmore Girls. El padre de Blair pidió "if she had been up all night watching Gilmore Girls" (en español: "si hubiera estado toda la noche viendo Gilmore Girls") la noche antes de que ella se enteró de si había sido aceptada pronto en Yale, a lo que ella respondió que "deserved to get into Yale more than Rory". (en español: "merecía entrar en Yale más que Rory".)[43]

- En un episodio de Los hermanos Venture llamado "Return to Malice" El monarca exclama que la encantadora ciudad de Malice, donde vivían los científicos malvados, parecía "the town from the Gilmore Girls". (en español: "la ciudad de las chicas Gilmore".)

Curiosidades
- La serie se rodaba en un enorme decorado, llamado "Midwest Street", construido en la parte trasera de los estudios de la Warner Brothers para la película La Exótica (Saratoga Trunk, 1946).

- El personaje de Alexis Bledel, al igual que el de su madre en la ficción, aman el café pero a Alexis no le gusta y tenían que cambiar el café por Coca-Cola.

- El episodio 3x21 "Here comes the son" sería el episodio piloto de lo que pretendían que fuese un spin-off de Jess Mariano pero se declinó debido a que la grabación en Venice Beach era muy costosa.

- La candidata para ser Lorelai era Sheryl Fenn, pero estaba trabajando en otra serie en ese momento y, a cambio, tuvo dos papeles diferentes en The Gilmore Girls, el primero como la madrastra de Jess y el segundo más recurrente durante la temporada 6 y 7 como la madre de April, la hija de Luke.

- Liza Weil (Paris en la ficción), se presentó a la prueba para ser Rory aunque no encajaba, pero su actuación gustó tanto que crearon un papel para ella.

- Durante las siete temporadas de la serie se hace mención de 339 libros diferentes.

## Serie derivada
El 25 de noviembre de 2016 fue estrenada en Netflix la miniserie 'Gilmore Girls: Un Nuevo Año' (Gilmore Girls: A Year in the Life), esta marca el retorno de Amy Sherman-Palladino y su esposo Daniel Palladino como productores ejecutivos, escritores y directores tras abandonar la trama en la sexta temporada de la serie. La miniserie consiste en cuatro episodios de entre 88 a 102 minutos en los cuales se sigue la vida de los personajes nueve años después del final de la serie, a través de las cuatro estaciones de un año.
Gilmore Girls: A Year in the Life, tuvo críticas positivas. La página web Rotten Tomatoes otorgó a esta tanda de episodios un 87% basadas en las 87 reseñas con una puntuación de 7.66 de 10 puntos. Recalcó que: "Supone el regreso más poderoso para un Revival de una serie con tantos fans por todo el mundo, después de una década después." Por su parte, Metacritic respondió con un 75 de 100 de puntos, basadas en sus 28 reseñas con críticas buenas.